# به من می‌گویند هیچ‌کس
به من می‌گویند هیچ‌کس (به انگلیسی: My Name Is Nobody) فیلم وسترن محصول ۱۹۷۳ تولید مشترک کشورهای ایتالیا، فرانسه و آلمان غربی و به کارگردانی تونینو والری و براساس ایده‌ای از سرجو لئونه و نویسندگی فولویو مورسلا (Fulvio Morsella) و ارنستو گاستالدی (Ernesto Gastaldi) است. گاستالدی فیلم‌نامه‌نویسی اثر را نیز برعهده داشت.
فیلم به برافتادن غارتگران غرب وحشی اشاره دارد. موضوع فیلم همدستی دو نفر برای نابودی یک گروه ۱۵۰ نفرهٔ دزد و چپاول‌گر است. ترنس هیل بازیگر نقش اول فیلم «هیچ‌کس» (به ایتالیایی نِسّونو؛ Nessuno) نام دارد. همین‌طور هنری فوندا به‌عنوان بازیگر نقش مکمل، در نقش جک بیرگارد (بورگارد) (Jack Beauregard) حضور دارد. این فیلم با نام «به من میگن هیچ‌کس» به فارسی دوبله شده‌است.

## خلاصه داستان
«جیک بیرگارد» مردی میانسال است که زمانی معروف‌ترین هفت‌تیرکش غرب بوده‌است. حالا تصمیم دارد برای استراحت به اروپا برود اما یک هفت‌تیرکش جوان و بی‌کله، معروف به «هیچ‌کس»، به دنبال جیک است تا قبل از بازنشسته شدن، او را در رویارویی با یک گروه خلافکار ۱۵۰ نفره که به «دستهٔ وحشی‌ها» شهرت دارند، یاری کند…